# زي لويس
خوسيه لويس مندس اندرادي (بالبرتغالية: José Luís Mendes Andrade‏) (ولد في 24 كانون الثاني / يناير 1991) ، والمعروف باسم زي لويس هو لاعب كرة قدم من دولة الرأس الأخضر يلعب في مركز الهجوم. تعاقد نادي التعاون السعودي لتدعيم خط الهجوم وذلك حتى نهاية الموسم 2021-2022 

## وصلات خارجية
- زي لويس على موقع قاعدة بيانات كرة القدم.إي يو (الإنجليزية)
- زي لويس على موقع ناشيونال فوتبول تيمز (الإنجليزية)
- زي لويس على موقع Soccerway.com (الإنجليزية)
- زي لويس على موقع عالم كرة القدم.نت (الإنجليزية)
- زي لويس على موقع AS.com (الإسبانية)